# Labastida
Labastida (en basc Bastida) és un municipi d'Àlaba, de la Quadrilla de Laguardia-Rioja Alabesa. Limita al nord amb els municipis alabesos d'Urizaharra i Zanbrana, al sud amb els riojans de Briones, Gimileo i San Vicente de la Sonsierra, i a l'est amb els de Briñas i Haro. Està format per dues poblacions:
- Labastida, nucli principal del municipi.
- Salinillas de Buradón, que forma un concejo dins del municipi.

## Personatges il·lustres
- Domingo Salazar (1522-1594), frare dominic que predicà a les Filipines
- Manuel Quintano (1756-1818)